# テニス (任天堂)
『テニス』 (Tennis) は、1984年1月14日に任天堂が発売したファミリーコンピュータ用スポーツゲーム。ファミリーコンピュータ用ソフトで初のテニスゲーム。

## ゲーム内容
プレイヤーを操作し、通常のショットとロブショットが打てる。サーブは自動的にプレイヤーが頭上にボールを投げるので、タイミングを見計らって操作する。早すぎたり遅すぎるとフォールトになる。ネット際まで移動すると勢いのあるサービスショットを打てる。
1人用と2人用を選択してプレイできるが、2人用はダブルスでのコンピュータとの対戦であり、プレイヤー同士で対戦することはできない。
レベルは5段階ある。レベル毎に相手プレイヤーのユニフォームの色が異なっており、レベルが高いほど球速が速くなる。ファミコン版では1段階目のレベルの試合に勝利すると短い音楽とともに次のレベルに移り、その次のレベルでも勝つとファンファーレ音楽が鳴って優勝カップおよびドルの賞金額が書かれた英語の祝勝メッセージが表示される。この賞金額は高いレベルに行くほど高額になる。
マリオが審判として登場する。本作では黒地に白のオーバーオールを着ている。

## 移植版
| No. | タイトル                                      | 発売日                                      | 対応機種                                | 開発元                            | 発売元                 | メディア                                      | 型式         | 備考                           |
| --- | --------------------------------------------- | ------------------------------------------- | --------------------------------------- | --------------------------------- | ---------------------- | --------------------------------------------- | ------------ | ------------------------------ |
| 1   | VS.テニス                                     | 1984年2月                                   | アーケード                              | 任天堂 岩崎技研工業               | 任天堂レジャーシステム | 業務用基板                                    | -            | 任天堂VS.システム対応          |
| 2   | 任天堂のテニス                                | 1985年6月                                   | PC-8801/SR PC-8001mkii X1 turbo MZ-1500 | ハドソン                          | ハドソン               | 5.25インチ2Dフロッピーディスク カセットテープ | -            |                                |
| 3   | テニス                                        | 1986年2月21日                               | ディスクシステム                        | 任天堂開発第一部                  | 任天堂                 | ディスクカード片面                            | FMC-TEN      |                                |
| 4   | どうぶつの森                                  | 2001年4月14日                               | NINTENDO 64                             | 任天堂                            | 任天堂                 | ロムカセット                                  | NUS-NAFJ-JPN | ミニゲームとして収録           |
| 5   | テニス                                        | 2006年12月2日 2006年12月18日 2006年12月22日 | Wii                                     | 任天堂開発第一部                  | 任天堂                 | ダウンロード （バーチャルコンソール)          | -            |                                |
| 6   | テニス                                        | INT 2013年10月10日 2013年10月30日           | Wii U                                   | 任天堂開発第一部                  | 任天堂                 | ダウンロード （バーチャルコンソール）         | -            |                                |
| 7   | ファミリーコンピュータ Nintendo Switch Online | 2018年9月19日                               | Nintendo Switch                         | 任天堂                            | 任天堂                 | ダウンロード                                  | -            | ファミリーコンピュータ版の移植 |
| 8   | VS.テニス                                     | 2020年12月18日                              | Nintendo Switch                         | 任天堂 インテリジェントシステムズ | ハムスター             | ダウンロード (アーケードアーカイブス)         | -            | アーケード版の移植             |

### アーケード版
『VS．テニス』のタイトルで任天堂VSシステム対応作品として発売された。4人までプレイ可能（ただし3人でのプレイはできない）で、対人対戦プレイも可能である。また家庭用にはない女子プレイヤーが登場する。
筐体に表裏の2画面があり、対戦時はそれぞれ自分の視点の画面が表示される（必ず自分が手前のコートになる）。2人プレイでは、ファミコン版同様のダブルスVSコンピュータ（1画面を使用）か、シングルス対人対戦（2画面を使用）を選択可能で、4人プレイではダブルス対人対戦（2画面を使用）となる。基本的にプレイ料金は人数分必要だが、店舗によっては、ダブルスCPU戦を1コイン、ダブルス対人戦を2コインで行える設定もある（シングルス対人戦は必ず2コイン必要）。
なお、VS.システム筐体の両面のすべてのコントローラーを使用するのは本作のみとなっている。また、永久パターン防止策として、デュース回数に制限があり、制限に達すると「このポイントを取得した者がこのセットを取得する」旨の警告が英語で表示され、そのプレイで強制的に勝敗をつけられる。
その他に、CPU戦で勝ち進むとレベルの高いCPUが登場する。また、規定数のセットを落とすとゲームオーバーになる。

### PC版
1985年頃、ハドソンより『任天堂のテニス』というタイトルでPC移植版が発売されている。PC-8001mkII版では、PC-8001mkIISRで起動時に内蔵音源による効果音が出力される。

## 音楽
オープニング音楽は『ベースボール』（1983年）と共通で、黛敏郎作曲の「スポーツ行進曲」（1953年）の冒頭を模したものとなっている。ゲーム中のBGMは存在せず、効果音だけである。セットをとった時の音楽は2パターンが交互に流れる。そのうちの1パターン目は『ベースボール』の先攻から後攻への交替の音楽と同じである。2パターン目はオリジナルの音楽で、『ベースボール』の後攻から先攻への交替の音楽とは異なる。ゲームセット（ゲームオーバー）の音楽も『ベースボール』と共通する。ポーズの効果音は当時の任天堂の初期ファミコンのラインナップ全てで共通するものである。

## スタッフ
- エグゼクティブ・プロデューサー：山内溥
- プロデューサー：上村雅之
- ゲームデザイン：宮本茂
- プログラム：中嶋健之、中村俊之
- 音楽：兼岡行男

## 評価
『ファミリーコンピュータMagazine』の1991年5月10日号特別付録の「ファミコンロムカセット オールカタログ」では、「テニスゲームの原点的作品」と本作を位置付けており、ボールの影を地面に表示した事を「画期的な処理」と評価し、「距離が掴みやすくなり、他社のアーケードのテニスをも凌駕する出来ばえ」であったと称賛した。また、それ以外にも「他社製品の手本となっており、そのシステムの完成度の高さには感心するばかりだ」と後のテニスゲームに対する影響力を肯定的に評価した。

## ゲームボーイ版
『テニス』は、1989年5月29日に発売されたゲームボーイ対応ゲームソフト。
2011年7月20日にニンテンドー3DSにてバーチャルコンソール対応ソフトとして配信された。

### ゲーム内容
ファミコン版のシステムを踏襲している。通信ケーブル1本とゲームボーイ2台を使用し、プレイヤー同士で対戦することが可能となっている。ダブルスはできない。

### 移植版
| No. | タイトル | 発売日                     | 対応機種        | 開発元             | 発売元 | メディア                              | 型式 | 備考 | 出典   |
| --- | -------- | -------------------------- | --------------- | ------------------ | ------ | ------------------------------------- | ---- | ---- | ------ |
| 1   | テニス   | 2011年6月7日 2011年7月20日 | ニンテンドー3DS | パックスソフトニカ | 任天堂 | ダウンロード （バーチャルコンソール） | -    |      | [ 11 ] |

### 評価
ゲーム誌『ファミコン通信』の「クロスレビュー」では合計22点（満40点）、『ファミリーコンピュータMagazine』の読者投票による「ゲーム通信簿」での評価は以下の通りとなっており、18.99点（満30点）となっている。また、同雑誌1991年5月24日号特別付録の「ゲームボーイ オールカタログ」では本作を「シンプルな正統派テニス」と指摘し、ゲームシステムに関しては「変に凝っていないので、気軽に楽しめる」と肯定的に評価したが、ダブルスがない事に関して否定的に評価した。
| 項目 | キャラクタ | 音楽 | 操作性 | 熱中度 | お買得度 | オリジナリティ | 総合  |
| 得点 | 3.26       | 3.00 | 3.25   | 3.30   | 3.27     | 2.91           | 18.99 |